# Lee Acres
Lee Acres – jednostka osadnicza w Stanach Zjednoczonych, w stanie Nowy Meksyk, w hrabstwie San Juan.